# Tran
För andra betydelser, se Tran (olika betydelser).

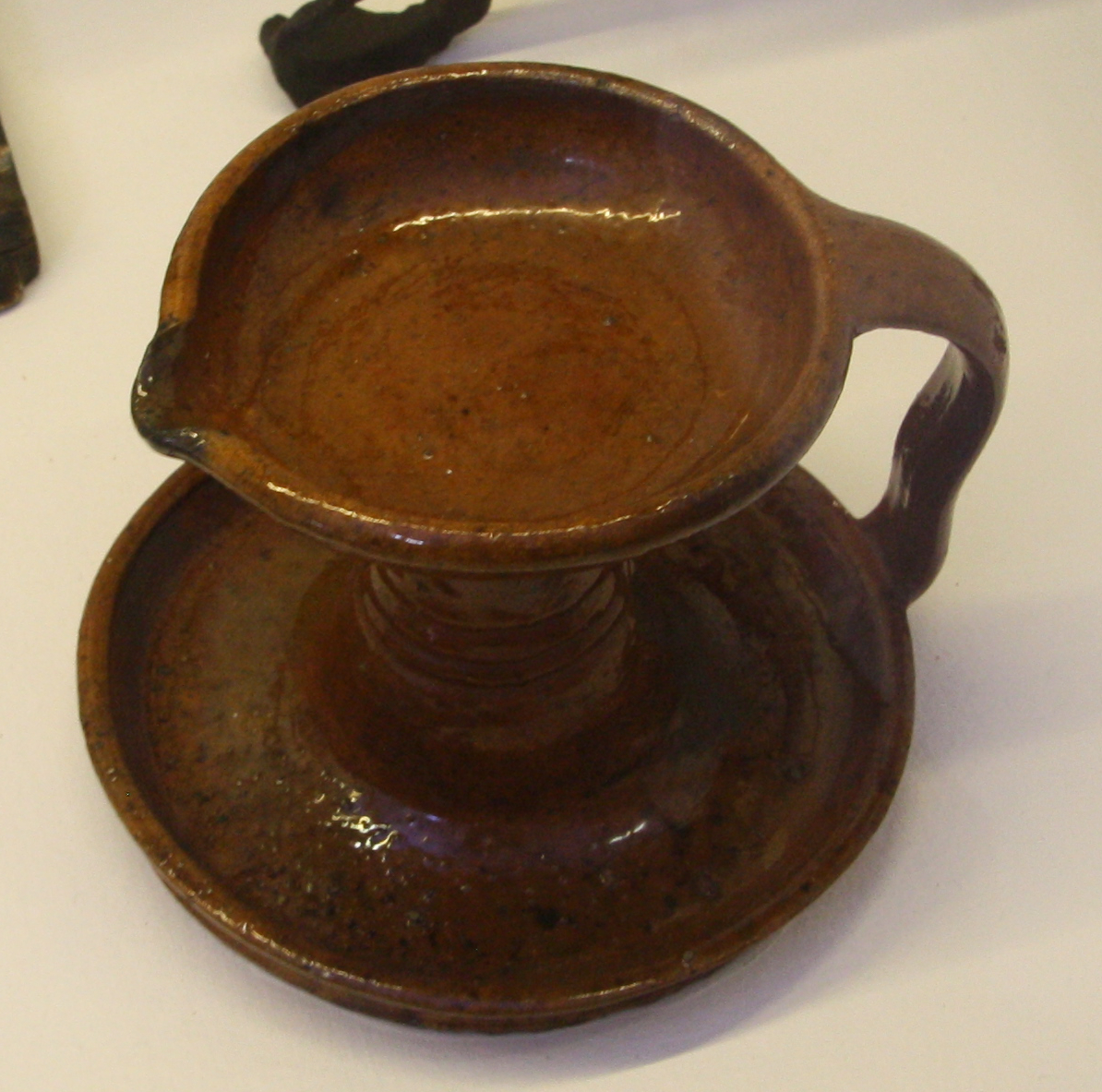
Tranoljelampa av brunglaserat lergods, Lyse socken, Bohuslän, 1800-tal - Nordiska museet, Stockholm

Tran är en flottig olja som utvinns ur fisklever (fiskolja eller marinolja), eller kroppar av andra havsdjur, och som är rik på vitamin A, vitamin D och omättade fettsyror. Tidigare kokade man styckade djur för att få deras tran. Under den största sillperioden 1753–1809 fanns till exempel över 500 trankokerier bara i Bohuslän. Före 1860 blev tran använt som olja för lampor och smörjmedel. Tran används också för tvålframställning och för kosmetiska produkter. Tran, åtminstone sältran, har också använts för att fetta in och mjukgöra läder i slutet av garvningsprocessen.
Tran kokat av sjöfågel kallas i Nyland i Finland fågelolja. 
Valolja är olja framställd ur valars späck, före 1900-talet särskilt från rätvalar och grönlandsval. Det var ett viktigt bränsle under 1800-talet. Under 1900-talets första årtionden, när valfångsten utvecklades till en fullskalig industri och allt fler valarter fångades, var valolja en viktig industriell råvara, för bland annat margarin-, tvål- och sprängämnestillverkning.